# Konrad Szcześniak
Konrad Szcześniak – polski językoznawca. Interesuje się konstrukcjami gramatycznymi (szczególnie w językach angielskim, polskim, czeskim i portugalskim) w ramach gramatyki konstrukcji. Zajmuje się również problematyką rozwoju sprawności leksykalnej oraz intuicji w języku pierwszym i drugim.

## Życiorys
W 2003 r. uzyskał doktorat z zakresu językoznawstwa na Wydziale Filologicznym Uniwersytetu Śląskiego w Katowicach. Jego praca była zatytułowana Semantic Competence in Native Speakers: Some Mechanisms of Its Development. Habilitował się w 2016 r.
Obecnie (2020) piastuje stanowisko adiunkta w Instytucie Językoznawstwa na Wydziale Humanistycznym Uniwersytetu Śląskiego. Wcześniej był zatrudniony na Uniwersytecie w Porto. Jest także adiunktem na Uniwersytecie Palackiego w Ołomuńcu. 

## Wybrana twórczość
- To Inherit Everything. Variation in Quantifier Restriction (2013)
- The Meaning of Constructions. The Cognitive Denial of the Lexicon-Syntax Division (2014)
- Too Colorful To Be Real. The meanings of multi-word patterns (2014)
- Klęska urodzaju gramatycznego. Rodzaj i równouprawnienie płci (2014)
- Nemáme sa čoho báť. Nie mamy się czego bać (2016)
- Conspicuous negation. The grammaticalization of the locative-existential have (2017)
- Thou Shalt Not Judge. Selective Perception in Judgments of Linguistic Correctness (współautorstwo, 2018)